# Majesteitsschennis
Majesteitsschennis is het opzettelijk beledigen van het staatshoofd. Het vindt zijn oorsprong in het Romeins recht, de lex maiestatis. De majesteit (majestas) van de Romeinse republiek werd geschonden als iemand zich minachtend over de republiek en haar instellingen uitliet. Diverse ongepast geachte handelingen zoals feestvieren na een nederlaag van het Romeinse leger of het spotten met de religieuze ceremoniën van de staat werden gezien als majesteitsschennis. Toen de keizer alle sleutelposities in de staat ging innemen, werd majesteitsschennis al gauw een synoniem voor belediging van het staatshoofd. In veel landen wordt het begrip ook nu in deze beperkte zin uitgelegd. In andere landen is het ook nu nog strafbaar om de goede naam van de republiek in diskrediet te brengen. In Nederland zijn de wetsartikelen over majesteitsschennis sinds 1 januari 2020 te komen vervallen.

## België
In België ligt de majesteitsschennis vervat in de wet van 6 april 1847 tot bestraffing van de beleedigingen aan den Koning. De persoon van de koning en de leden van de koninklijke familie genoten hierdoor een bijzondere bescherming tegen beledigingen, bovenop de gemeenrechtelijke strafbaarstelling van aanrandingen op de eer of de goede naam van personen. De wet zou te verantwoorden zijn geweest door de grondwettelijke onschendbaarheid en onverantwoordelijkheid die van de koning een 'weerloze' vorst maken. De uitbreiding naar de koninklijke familie zou dan weer te maken hebben gehad met het feit dat beledigingen jegens hen afstralen op de koning. Overigens waren het de koninklijke personen die tegen beledigingen werden beschermd, niet de monarchie als zodanig. Het republikanisme mocht dus vrij worden verkondigd voor zover er geen persoonlijke beledigingen aan te pas komen.
In de praktijk werd de wet nauwelijks of niet toegepast. Rechtszaken werden contraproductief geacht en moesten bovendien worden gevoerd voor een 'onberekenbare' assisenjury. Nochtans veroordeelde de correctionele rechtbank van Hasselt eind 2006 de Lommelaar Paul Kennis bij verstek tot een celstraf van 8 maanden en een boete van 3300 euro wegens majesteitsschennis. Hij had in de periode mei 2005-juli 2006 enkele tientallen mails gestuurd naar de premier, ministers en anderen met beledigingen aan het adres van Koning Albert. Na verzet werd de straf in 2007 verhoogd tot 1 jaar cel en 5500 euro boete. De rechtspraak van het Europees Hof voor de Rechten van de Mens deed vragen rijzen over de verenigbaarheid van de wet van 1847 met de vrijheid van meningsuiting. Het Grondwettelijk Hof heeft in 2021 geoordeeld dat de wet op majesteitsschennis ongrondwettelijk is omdat ze in strijd is met de vrijheid van meningsuiting. Rechters zullen deze wet niet meer kunnen toepassen. De wet werd wel nog niet officieel opgeheven.
Onder Franse druk voerde België in 1852 een wet in tegen kwaadwillige openbare aanvallen op vreemde staatshoofden. Franse ballingen, zoals Victor Hugo, weken vaak uit naar België om de regering van hun eigen land te bekritiseren. Op grond van deze wet zijn er vier assisenprocessen gevoerd voor een volksjury, telkens tegen Franse uitgevers. In de twintigste eeuw heeft de wet niet meer tot strafvervolging geleid, wel nog tweemaal tot de inbeslagname van het Franstalige tijdschrift Pourquoi Pas, wegens belediging van de Duitse ambassadeur (1939) en van de Congolese president (1964). In 1985 werd de wet nog eens ingeroepen om bij het bezoek van de paus Johannes-Paulus II affiches te laten wegnemen. De wet van 1852 is in 2005 opgeheven na een uitspraak van het Europees Hof voor de Rechten van de Mens.
Voorts is het kwaadwillig en openbaar aanranden van het koninklijk gezag een drukpersmisdrijf. Het gaat meer bepaald om aanvallen op hetzij het grondwettelijk gezag van den Koning, hetzij de onschendbaarheid van zijn persoon, hetzij de grondwettelijke rechten van zijn stamhuis. Deze omschrijvingen zijn zo vaag dat ze mogelijk strijdig zijn met het legaliteitsbeginsel in strafzaken.
Ten slotte zijn ook aanslagen en samenspanningen tegen de koning, de troonopvolger en hun familie bijzondere misdrijven waarmee het betreffende deel van het Strafwetboek aanvangt. De verhoogde strafmaat in vergelijking met het gemeenrechtelijke equivalent weerspiegelt dat het gaat om zeer ernstige feiten tegen de veiligheid van de staat, zoals pogingen om de koning uit te schakelen of gevangen te nemen. Het gooien van een taart brengt het regime wellicht niet in gevaar en zou mogelijk slechts een overtreding opleveren, zoals bedoeld in artikel 563 Sw.: zij die opzettelijk, doch zonder het oogmerk om te beledigen, enig voorwerp op iemand werpen dat hem kan hinderen of bevuilen.

## Nederland

### Wettelijk kader
In Nederland zijn sinds 1 januari 2020 de wetsartikelen 111, 112 en 113 van het Wetboek van Strafrecht over majesteitsschennis uit 1881 te komen vervallen. Deze waren:
- Artikel 111 (vervallen per 1-1-2020):

Opzettelijke belediging van de Koning wordt gestraft met gevangenisstraf van ten hoogste vijf jaren of geldboete van de vierde categorie.
- Artikel 112 (vervallen per 1-1-2020):

Opzettelijke belediging van de echtgenoot van de Koning, van de vermoedelijke opvolger van de Koning, van diens echtgenoot, of van de Regent, wordt gestraft met gevangenisstraf van ten hoogste vier jaren of geldboete van de vierde categorie.
- Artikel 113 (vervallen per 1-1-2020):

1. Hij die een geschrift of afbeelding waarin een belediging voorkomt voor de Koning, de echtgenoot van de Koning, de vermoedelijke opvolger van de Koning, diens echtgenoot of de Regent, verspreidt, openlijk tentoonstelt of aanslaat of, om verspreid, openlijk tentoongesteld of aangeslagen te worden in voorraad heeft, wordt, indien hij weet of ernstige reden heeft om te vermoeden dat in het geschrift of de afbeelding zodanige belediging voorkomt, gestraft met gevangenisstraf van ten hoogste een jaar of geldboete van de derde categorie.
2. Met dezelfde straf wordt gestraft hij die, met gelijke wetenschap of een gelijke reden tot vermoeden, de inhoud van een zodanig geschrift openlijk ten gehore brengt.
3. Indien de schuldige een van de misdrijven omschreven in dit artikel in zijn beroep begaat en er, tijdens het plegen van het misdrijf, nog geen twee jaren zijn verlopen sedert een vroegere veroordeling van de schuldige wegens een van deze misdrijven onherroepelijk is geworden, kan hij van de uitoefening van dat beroep worden ontzet.
In 1980 werd ook het beledigen van een bevriend staatshoofd strafbaar gesteld met een straf die tussen een normale belediging en majesteitsschennis in zit (twee jaar). In 2020 verviel deze strafbepaling weer.
In Caribisch Nederland is majesteitsschennis strafbaar gesteld in de artikelen 118, 119 en 121 van het Wetboek van Strafrecht BES.
- Artikel 118 (vervallen per 1-1-2020):

Opzettelijke beleediging den Koning of der Koningin aangedaan, wordt gestraft met gevangenisstraf van ten hoogste vijf jaren of geldboete van de eerste categorie.
- Artikel 119 (vervallen per 1-1-2020):

Opzettelijke beleediging den troonopvolger, een lid van het Koninklijk huis of den Regent aangedaan wordt gestraft met gevangenisstraf van ten hoogste vier jaren of geldboete van de eerste categorie.
- Artikel 121 (vervallen per 1-1-2020):

Hij die een geschrift of afbeelding, waarin eene beleediging voorkomt voor den Koning, de Koningin, den troonopvolger, een lid van het Koninklijk huis, of de regent met het oogmerk om aan den beleedigenden inhoud ruchtbaarheid te geven of de ruchtbaarheid daarvan te vermeerderen, verspreidt, openlijk ten toon stelt of aanslaat, wordt gestraft met gevangenisstraf van ten hoogste een jaar of geldboete van de eerste categorie.
Indien de schuldige het misdrijf in zijn beroep begaat en er, tijdens het plegen van het misdrijf, nog geen twee jaren zijn verloopen, sedert eene vroegere veroordeeling van den schuldige wegens gelijk misdrijf onherroepelijk is geworden, kan hij van de uitoefening van dat beroep worden ontzet.
Naast een gevangenisstraf kon een veroordeelde door de rechter het recht worden ontzegd om bepaalde ambten te bekleden, in de krijgsmacht te dienen, en/of gebruik te maken van zijn kiesrecht.

### Bekende en minder bekende gevallen
- De socialistische voorman Ferdinand Domela Nieuwenhuis kreeg in 1886 als hoofdredacteur van Recht voor Allen een half jaar gevangenisstraf naar aanleiding van een satirisch artikel over koning Willem III, waarin deze gekarakteriseerd werd als "iemand die zo weinig van zijn baantje maakt", waarbij een aantal blanco pagina's waren toegevoegd die de activiteiten van de koning voorstelden.[13]
- In december 1895 werd socialistisch activist Louis Maximiliaan Hermans (later Tweede en Eerste Kamerlid) veroordeeld tot zes maanden cel wegens het beledigen van regentes Emma en minderjarige koningin Wilhelmina in het satirische tijdschrift De Roode Duivel.[14] Het ging om een spotprent en een artikel in maandnummer 5 (30 augustus 1895) van het tijdschrift, gepubliceerd ter gelegenheid van de verjaardag van Wilhelmina.[15]
- In 1896 kreeg iemand drie maanden cel omdat hij op een fluit had geblazen op het moment dat prinses Wilhelmina langsreed.[16]
- Jan Fabius werd in 1954 veroordeeld tot een celstraf van 10 dagen, omdat hij openlijk kritiek had op de ongewenste invloed van gebedsgenezeres Greet Hofmans op koningin Juliana.[17]
- Volgens een hardnekkige – ook door serieuze media in stand gehouden – mythe zou de tekenaar Bernard Willem Holtrop in 1969 een boete van 200 gulden hebben gekregen omdat hij uit protest tegen de kosten van de monarchie een spotprent had gemaakt waarin een op koningin Juliana lijkende vrouw voor een raam zat met een prijskaartje van 5,2 miljoen gulden. Uit de originele vonnissen blijkt echter, dat Holtrop tot een boete van 250 gulden werd veroordeeld wegens belediging van het bevoegd gezag (een spotprent waarin een politieagent in de vorm van een hakenkruis een klein wit mannetje achtervolgde), maar van majesteitsschennis werd vrijgesproken.[18]
- Rond dezelfde tijd kreeg Rogier Proper drie weken cel omdat hij in studentenblad Bikkelacht prinses Beatrix als Playboy-model had weergegeven.[19]
- In mei 2002 werd een man tot een boete van 250 euro veroordeeld, omdat hij op de huwelijksdag van kroonprins Willem-Alexander en Máxima Zorreguieta een plastic zakje gevuld met een mengsel van water en latex naar de Gouden Koets had gegooid.[20]
- In 2003 pleegde Hans Teeuwen majesteitsschennis door in een van zijn shows te improvereren dat hij koningin Beatrix "keihard in d'r reet had geneukt".
- In juli 2007 kreeg een dakloze man uit Amsterdam een boete van 400 euro wegens majesteitsschennis, omdat hij tijdens een conflict met enkele agenten had geroepen dat koningin Beatrix een 'hoer' was. Tevens had hij beschreven welke seksuele handelingen hij met haar wilde verrichten, gevolgd door de bewering: "Dat vindt ze lekker". De boete werd mede opgelegd wegens het beledigen van een agent en het overtreden van een gebiedsverbod.[21]
- Een maand later werden een journaliste en een cameraman van het internetmagazine Spunk opgepakt voor belediging van koningin Beatrix. De journaliste droeg een T-shirt met de tekst ‘Beatrix is een hoer’. Ze had ook een T-shirt bij zich met ‘Alle moslims zijn geitenneukers’ erop en wilde weten welke tekst voorbijgangers kwetsender vonden. De twee werden uiteindelijk niet vervolgd.[22]
- In maart 2008 werd een man uit Dordrecht veroordeeld tot vier maanden onvoorwaardelijke gevangenisstraf vanwege het bedreigen van een politieambtenaar en een medewerker van het Leger des Heils en voor het in het openbaar beledigen van koningin Beatrix en meerdere politieambtenaren.[23]
- In december 2011 werd een man ontoerekeningsvatbaar verklaard en in een psychiatrisch ziekenhuis opgenomen wegens het bedreigen en beledigen van koningin Beatrix op Twitter.[24]
- In juli 2012 kreeg een man uit Terneuzen een taakstraf voor het beledigen van koningin Beatrix en het sturen van dreigbrieven aan de burgemeesters van Veenendaal en Rhenen.[25]
- Een maand later kreeg een man met het syndroom van Asperger zes maanden voorwaardelijk voor het bedreigen en beledigen van koningin Beatrix op Twitter. De rechtbank hield er rekening mee dat de verdachte volgens een psychiatrisch rapport als verminderd toerekeningsvatbaar diende te worden beschouwd.[26]
- In februari 2013 werd "radicale republikein"[27] Erwin Lensink in hoger beroep veroordeeld tot 5 maanden cel wegens vernieling en majesteitsschennis, nadat hij op Prinsjesdag 2010 een waxinelichthouder naar de Gouden Koets had gegooid en de inzittenden had uitmaakt voor "oplichters", "profiteurs", "fascisten", "dieven", "nazi's", en/of "verraders".[28] In eerste aanleg had de rechtbank hem juist ontoerekeningsvatbaar verklaard en gelast dat hij voor de duur van één jaar in een psychiatrisch ziekenhuis zou worden opgenomen.[29]
- In juni van datzelfde jaar verwierp de Hoge Raad het beroep in cassatie tegen een arrest van het Hof Den Haag. Dat had een man uit Zoetermeer in 2011 veroordeeld wegens majesteitsschennis.[30]
- In mei 2015 dreigde het Openbaar Ministerie de politieke activist Abulkasim Al-Jaberi te vervolgens wegens majesteitsschennis. Tijdens de anti-zwartepietendemonstratie van 16 november 2014 op het Beursplein te Amsterdam werd hij gearresteerd nadat hij op een opruiende manier "Fuck de koning, fuck de koningin en fuck het koningshuis!" had geroepen.[31] Dit "fuck de koning-incident" leverde zoveel commotie op dat het OM besloot diezelfde maand zichzelf nog terug te trekken.[32]
- In juli 2016 werd een man uit Kampen veroordeeld tot dertig dagen cel omdat hij koning Willem-Alexander op zijn Facebookpagina een moordenaar, verkrachter en dief had genoemd.[33]

Tot nu toe werd aangenomen dat er tussen 1969 en 2007 geen veroordelingen wegens majesteitsschennis meer hadden plaatsgevonden, omdat het grondwettelijke recht op vrije meningsuiting door de rechter zwaarder wordt gewogen dan de belediging. Het Europees Hof voor de Rechten van de Mens had bovendien in 1992 bepaald dat de grenzen van toegestane kritiek ruimer zijn met betrekking tot de overheid/regering dan in relatie tot een gewone burger, of zelfs een politicus. Een aangeklaagde kan aanvoeren dat deze uitspraak ook voor het staatshoofd, dat deel uitmaakt van de regering, geldt. Maar uit een inventarisatie uit 2012 die het Centraal Bureau voor de Statistiek had gemaakt op verzoek van NRC Handelsblad bleek dat tussen 2000 en 2012 negentien zaken door het OM werden ingeschreven. Bijna de helft daarvan leidde tot een veroordeling. Het gaat om vijf geldboetes, drie (deels) onvoorwaardelijke gevangenisstraffen en één veroordeling in de categorie ‘overige straf’.

### Kritiek
De veroordeling in 2007 leidde tot kritiek van diverse deskundigen. Senator Peter Rehwinkel pleitte voor afschaffing van het wetsartikel, maar kreeg daar weinig steun voor.
Om aanklachten en veroordelingen op grond van majesteitsschennis en klachten over het optreden van politie en justitie bij demonstraties tegen de monarchie systematisch te inventariseren startte het Nieuw Republikeins Genootschap begin 2013 het 'Meldpunt Majesteitsschennis en het optreden van Politie en Justitie bij Oranje-festiviteiten'. Er staan negen zaken vermeld op de website, maar dit betreft vooral bekende gevallen.
De zaak-Al-Jaberi zorgde ervoor dat majesteitsschennis in 2015 weer op de politieke agenda kwam te staan. D66-Kamerlid Kees Verhoeven diende een jaar later een initiatiefwetsvoorstel in om het verbod op majesteitsschennis te schrappen. Hoewel een meerderheid voor was, werd het na de verkiezingen van 2017 controversieel verklaard.
Begin 2018 werd het initiatiefvoorstel van Verhoeven opnieuw besproken. Op 10 april stemde de Tweede Kamer voor afschaffing van de strafbepaling. Per 1 januari 2020 zijn de wetsartikelen over majesteitsschennis te komen vervallen.

## Majesteitschennis in andere landen

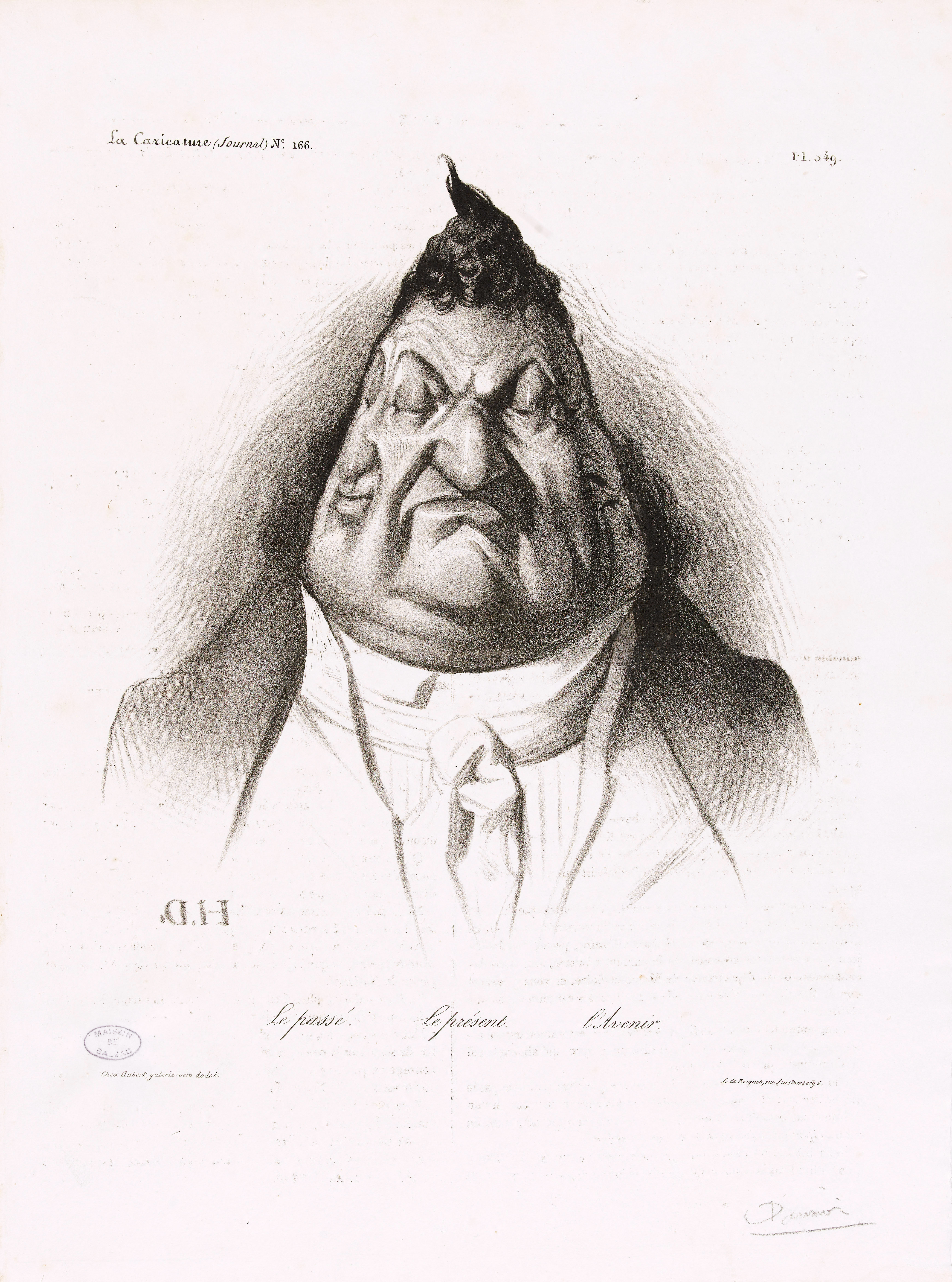
Deze prent was in de ogen van Franse regering van 1840 majesteitsschennis.

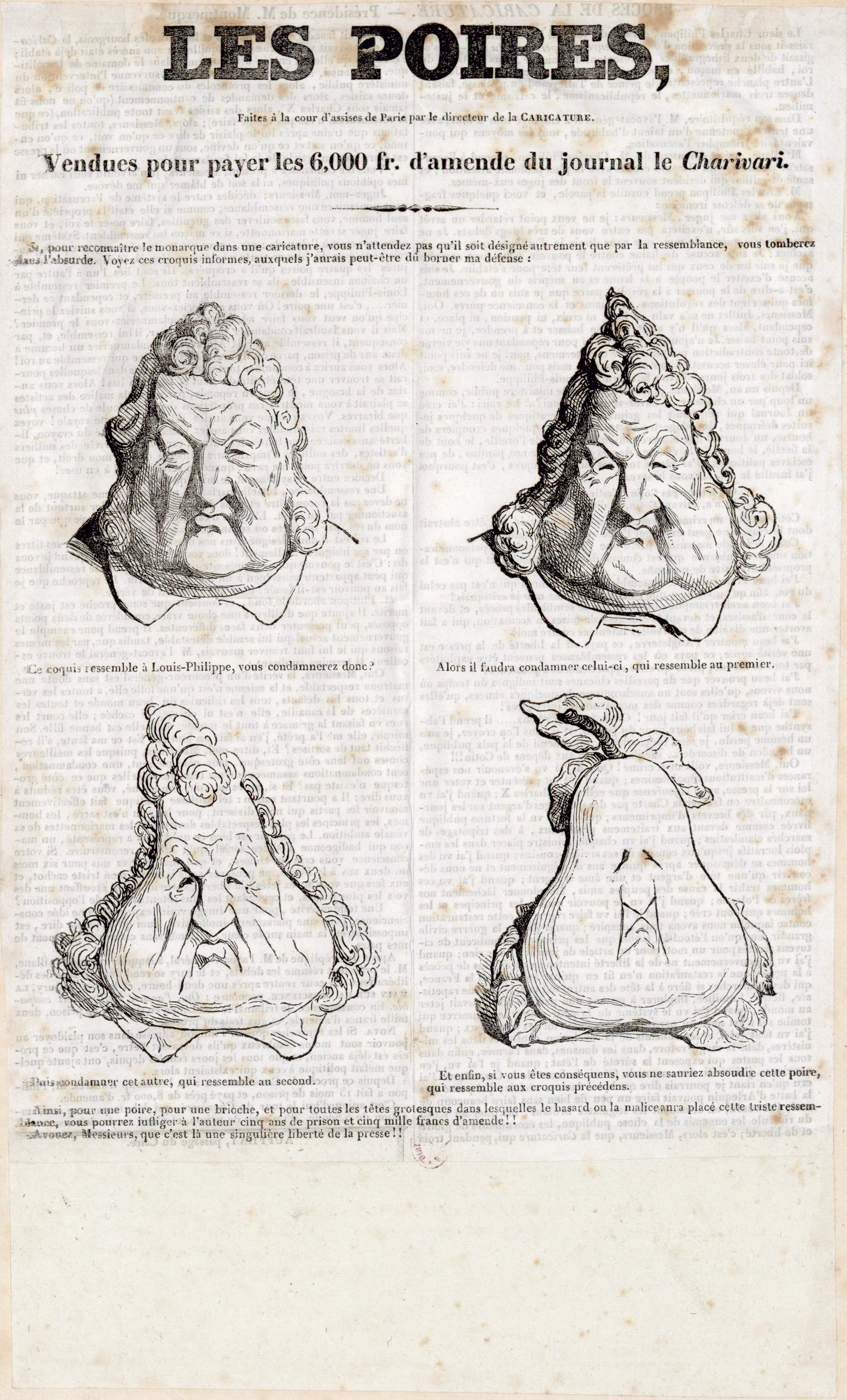
Deze uitleg kwam Daumier op een tweede veroordeling te staan.

### Duitsland
Het strafwetboek van 1871 bepaalde bij de gewone belediging een straf van tussen de twee maanden en vijf jaar cel, in zware gevallen levenslang. Onder Wilhelm II werd de majesteitsschennis de facto afgeschaft.
In de Bondsrepubliek Duitsland wordt de belediging van de bondspresident in zware gevallen met maximaal vijf jaar gevangenis gestraft: Verunglimpfung des Bundespräsidenten, par. 90 strafwetboek. Wel moet de bondspresident zelf de opdracht tot strafvervolging geven. Achtergrond daarvan is dat rijkspresident Friedrich Ebert (1919-1925) het moeilijk had om zich tegen de verbale aanvallen van extremisten te verdedigen.

### Frankrijk
In Frankrijk was belediging van de koning een ernstig misdrijf, een woedende weduwe die Lodewijk XVI in zijn gezicht voor hoerenbok uitmaakte, moest deze opmerking bekopen met 10 zweepslagen. In de periode vlak voor de revolutie verschenen honderden tekeningen en boekjes waarin de koning en Marie Antoinette ernstig werden beledigd. Er werden grappen gemaakt over 's konings impotentie en de koningin werd afgeschilderd als een hebzuchtige biseksuele nymfomane. Al deze schennis van hun majesteit deed veel afbreuk aan het gezag van de Franse monarchie.
Onder Napoleon I werd ook de geringste grap over de keizer genadeloos bestraft.
Een beroemd geval van majesteitsschennis deed zich voor toen de beroemde tekenaar Honoré Daumier een tekening van een peer publiceerde die wel wat leek op de burgerkoning Louis Philippe. Daumier werd vervolgd en toen hij in een volgende tekening liet zien hoezeer de koning op een peer leek werd hij ook daarvoor vervolgd.

### Japan
In Japan werd voor de Tweede Wereldoorlog het beledigen of bespotten van de goddelijke keizer zeer zwaar bestraft.

### Oostenrijk-Hongarije
In Oostenrijk-Hongarije ten tijde van Frans Jozef I gold het concept van Kaisertreue, letterlijk trouw aan de keizer, dat de persoon van de keizer sterk koppelde aan de identiteit van de staat Oostenrijk-Hongarije, in tegenstelling tot andere landen waar een nationalistische opvatting op basis van de taal van het volk deze identiteit omvatte. Omwille het bewaken van de fragiele nationale eenheid moest elke publicatie in de pers vooraf door de regering gescreend worden op majesteitsschennis. Het in een kwaad daglicht zetten van de koning was verboden. Vanaf 1880 en verder bestond er een ruimere persvrijheid in Oostenrijk-Hongarije, waarbij hoogstens beledigingen, oproepen tot geweld, en directe beschuldigingen op het koningshuis verboden bleven. Met de opsplitsing van Oostenrijk-Hongarije in de Oostenrijkse Republiek en de Hongaarse Radenrepubliek in 1918 werd de monarchie, en daarmee majesteitsschennis, in beide landen afgeschaft.

### Turkije
Artikel 5816 van het Turkse Wetboek van Strafrecht betreft de bescherming van de nagedachtenis van Mustafa Kemal Atatürk, de grondlegger van de Republiek Turkije. Het artikel stelt dat het beledigen of publiekelijk vernederen van Atatürk strafbaar is. Degenen die openlijk de herinnering aan Atatürk beledigen of vernederen, kunnen worden veroordeeld tot een gevangenisstraf van 1 tot 3 jaar. Als deze handeling in het openbaar wordt gepleegd via drukwerk of media, kan de straf worden verhoogd. In Turkije wordt het gezien als een controversiële wet omdat het vaak wordt gezien als een beperking op de vrijheid van meningsuiting.

### Thailand
Volgens artikel 112 van de Thaise strafwet staat in Thailand een gevangenisstraf van 3 tot 15 jaar op majesteitsschennis. Onder majesteitsschennis vallen bijvoorbeeld het verscheuren van een bankbiljet met de afbeelding van de koning of het staan op een afbeelding van de koning.
In 2007 werd een Zwitser wegens belediging van koning Bhumibol veroordeeld tot tien jaar gevangenisstraf. Hij had portretten van de koning met zwarte verf besmeurd. De man in kwestie kwam aanvankelijk zelfs in aanmerking voor 75 jaar cel, maar omdat hij bekende, kreeg hij forse strafvermindering. Enkele weken later verleende Bhumibol hem gratie.
In augustus 2008 werd Harry Nicolaides gearresteerd op het vliegveld van Bangkok omdat zijn in 2005 in Australië verschenen novelle Verisimilitude majesteitsschennend materiaal zou bevatten. Op 19 januari 2009 werd hij tot 3 jaar gevangenisstraf veroordeeld. Na precies een maand, op 19 februari 2009 werd ook hem gratie verleend.

### Verenigd Koninkrijk
In het Verenigd Koninkrijk heeft men de koning en zijn regering in prenten, spotverzen en boeken al sinds de 18e eeuw mogen bekritiseren en belachelijk maken.

### Verenigde Staten
In de Verenigde Staten is majesteitsschennis nooit strafbaar geweest. Het mogen bekritiseren van de staat en de president behoort tot de burgerrechten van de Amerikaan.